# BL Lacertae
BL Lacertae sau BL Lac este nucleul activ al unei galaxii situate în direcția constelației boreale Șopârla. Este vorba de un blazar cuprinzând un quasar. Este eponimul unei clase de obiecte: obiectele BL Lac.

## Istoric
Descoperit de astronomul german Cuno Hoffmeister, în 1929, obiectul a fost mai întâi luat drept o stea variabilă neregulată din Calea Lactee, și a primit un nume de stea variabilă: BL Lacertae.
În 1965, patru radioastronomi de la Observatorul Astronomic al Universității din Illinois au detectat o radiosursă, VRO 42.22.01.
În 1968, John Smith, la Observatorul David Dunlap din Canada, a identificat BL Lacertae la VRO 42.22.01 și a pus în evidență că radiosursa este înconjurată de o galaxie palidă.
În 1974, John Beverley Oke și James Gunn i-au măsurat deplasarea spre roșu: z = 0,07, adică 21.000 km/s, în raport cu Galaxia Noastră, ceea ce ar plasa-o la o distanță de circa 900 de milioane de ani-lumină.
Este obiectul care i-a dat numele unui tip de blazar: obiectele BL Lac, sau obiectele BL Lacertae. Această clasă se distinge prin decalajul liniilor de absorbție caracteristice unui quasar. În unele momente, se pot observa, de asemenea, în spectrul BL Lacertae slabe linii de emisiune.
Magnitudinea sa aparentă variază între 14 și 17 pe scurte perioade.